# Defaitisme
Defaitisme (van het Franse woord défaite, nederlaag) is de neiging om in een gewapend conflict de strijd op te geven omdat de nederlaag als onvermijdelijk of zelfs als wenselijk wordt beschouwd. In een ruimere betekenis duidt het een toestand aan van moedeloosheid na het verlies van hoop op een goede uitkomst. Het wordt geassocieerd met pessimisme. De term wordt bijvoorbeeld ook gebruikt in sport of politiek.
De term ontstond in de Frans-Duitse Oorlog (1870-1871). Hoewel Frankrijk nog niet verslagen was, bleek uit verkiezingen dat een meerderheid van de Fransen de oorlog wilde beëindigen omdat verdere strijd te nadelig zou kunnen worden.
Tijdens de Eerste Wereldoorlog bleek het defaitisme in Frankrijk uit de stakingen in onder andere de metaalindustrie in het voorjaar van 1917. Deze stakingen kwamen voort uit de teleurstelling van het mislukte voorjaarsoffensief van generaal Robert Nivelle. De stakingsbeweging sloeg over op het leger, waar ze leidde tot muiterij. Deze muiterij werd bedwongen door maarschalk Pétain. De gebeurtenissen, voornamelijk als gevolg van het defaitisme, leidden tot een nieuw kabinet op 16 november 1917 onder leiding van Georges Clemenceau.
Bij het begin van de Tweede Wereldoorlog speelde het defaitisme een rol bij de nederlaag van België en Frankrijk in mei/juni 1940. Koning Leopold III van België meende, in tegenstelling tot zijn ministers, dat de Duitsers de oorlog gewonnen hadden en het voortzetten van de strijd nutteloos was. De koning capituleerde en gaf zich krijgsgevangen. In Frankrijk meenden de opperbevelhebber, generaal Maxime Weygand, en een deel van de regering, met maarschalk Philippe Pétain, dat het beter was de strijd niet tot het uiterste voort te zetten en een wapenstilstand te sluiten.